# Eugenia myrobalana
Eugenia myrobalana är en myrtenväxtart som beskrevs av Dc.. Eugenia myrobalana ingår i släktet Eugenia och familjen myrtenväxter. Inga underarter finns listade i Catalogue of Life.